# شتريلن
اشترلن (بالألمانية: Straelen) هي بلدة ألمانية تقع في ألمانيا في كليفه. يقدر عدد سكانها بـ 15,501 نسمة .

## المدن التوأمة
مدن Bayon وStrzelin هي مدن توأمة لـاشترلن.